# Seat Málaga
SEAT Málaga (i Grækenland kaldet SEAT Gredos) var en lille mellemklassebil udført som 4-dørs sedan. Den blev introduceret i 1985 som efterfølger for SEAT 131 og SEAT Ronda, hvis platform den også var baseret på.
I første omgang fandtes den med tre forskellige motorer:
- SEAT Málaga 1.2 med slagvolume på 1.193 cm³ og 46 kW (63 hk)
- SEAT Málaga 1.5 med slagvolume på 1.461 cm³ og 63 kW (86 hk)
- SEAT Málaga 1.7 Diesel med slagvolume på 1.714 cm³ og 41 kW (56 hk)

Begge benzinmotorerne kom fra SEAT Ronda, mens dieselmotoren kom fra Fiat.
I 1987 blev karburatormotoren i SEAT Málaga 1.5 udstyret med benzinindsprøjtning. SEAT Málaga Injection ydede uden katalysator 74 kW (101 hk) og med katalysator 66 kW (90 hk). Topfarten var 174 hhv. 165 km/t.
Modellen blev i 1991 afløst af den Volkswagen-baserede SEAT Toledo. 

## Specialmodeller
- Málaga Touring (1988) med fartstriber, hjulkapsler og hækspoiler

## Tekniske specifikationer
| Model         | Slagvolume cm³ | Max. effekt kW (hk) / omdr. | Max. drejningsmoment Nm / omdr. | 0-100 km/t sek. | Topfart km/t |
| ------------- | -------------- | --------------------------- | ------------------------------- | --------------- | ------------ |
| Benzinmotorer |                |                             |                                 |                 |              |
| 1.2           | 1193           | 46 (63) / 5800              | 88 / 3500                       | 17,7            | 148          |
| 1.5           | 1461           | 63 (86) / 5600              | 116 / 3500                      | 13,1            | 166          |
| Injection     | 1461           | 66 (90) / 6000              | 120 / 3900                      | 12,8            | 165          |
| Injection     | 1461           | 74 (100) / 5900             | 128 / 4500                      | 11,6            | 174          |
| Dieselmotorer |                |                             |                                 |                 |              |
| 1.7 Diesel    | 1714           | 41 (56) / 4500              | 92 / 3000                       | 21,8            | 141          |